# John Adams (muiter)
John Adams (Hackney, 4 november of 5 november 1766 — Adamstown, 5 maart 1829) was een Britse muiter, bekend van de muiterij op de Bounty. Zijn echte naam was Alexander Smith maar nadat de Engelsen hem uiteindelijk hadden gevonden is hij de naam John Adams gaan gebruiken. De reden van de naamsverandering is niet duidelijk, het kan niet zijn geweest om aan vervolging te ontkomen, want zijn identiteit was al bekend.
Na de muiterij voer hij met een aantal andere muiters en een aantal ontvoerde Tahitiaanse mannen en vrouwen naar het eiland Pitcairn. Pas na 18 jaar werden ze ontdekt. Op dat moment waren alle volwassen mannelijke bewoners al dood, behalve John Adams. Hij heeft, met de Bijbel in de hand, van Pitcairn een leefbare samenleving gemaakt. Toen hij eenmaal was gevonden heeft hij dan ook gratie gekregen.
Adamstown, het dorpje dat later gesticht werd op het eiland, is naar hem vernoemd.